# Ágasosztás
Az ágasosztás a mesteralakok közé tartozó, Y alakú pajzstagolási módszer. Két harántos és egy függőleges osztóvonalból áll. A harántos szárak a pajzs jobb illetve bal felső sarkából indulnak és a pajzsközép táján találkoznak a függőleges szárral. Az ágasosztás fordított változata a villásosztás. Mesteralaki megfelelője az ágas.
A magyar heraldikában viszonylag gyakori.
A címerleírás során az ékszerűen osztott pajzsnak először a felső, majd a jobb- és végül a bal oldali mezőjét írjuk le. Ez némileg eltér a címerhatározás eljárásától, ahol először a jobb-, majd a felső és végül a bal oldali mezőt vesszük figyelembe.